# Онслоу, Майкл, 7-й граф Онслоу
Майкл Уильям Коплстоун Диллон Онслоу, 7-й граф Онслоу (англ. Michael William Coplestone Dillon Onslow, 7th Earl of Onslow; 28 февраля 1938 — 14 мая 2011) — британский консервативный политик. Он носил титул учтивости — виконт Крэнли с 1945 по 1971 год.

## Происхождение и образование
Родился 28 февраля 1938 года. Единственный сын Уильяма Онслоу, 6-го графа Онслоу (1913—1971), и его первой жены Памелы Диллон (1915—1992), дочери Эрика Диллона, 19-го виконта Диллона. Он получил образование в Итонском колледже и Сорбонне (Париж).

## Политическая карьера
3 июня 1971 года после смерти своего отца Майкл Онслоу унаследовал титулы 7-го графа Онслоу из Онслоу, графство Шропшир; 10-го барона Онслоу из Онслоу, графство Шропшир, и Уэст-Клэндона, Суррей; 7-го виконта Крэнли из Крэнли, графство Суррей; 7-го барона Крэнли из Имбер-корта, Суррей; и 11-го баронета Онслоу.
В Палате лордов лорд Онслоу публично выступал против апартеида и полицейского расизма. Он был членом консервативной партии. Сторонник реформы Палаты лордов, но не той, которую предлагали лейбористы. Когда в 1999 году лейбористское правительство Тони Блэра предложило законопроект о Палате лордов, лишающий права голоса большинство консервативных потомственных пэров в Палате лордов, лорд Онслоу отказался его поддержать. Лорд Онслоу заявил, что будет «вести себя как футбольный хулиган» в отношении этой законодательной программы, против которой он выступает. Однако он был одним из более чем 90 потомственных пэров, избранных остаться в Палате лордов после принятия Акта о Палате лордов 1999 года.
Лорд Онслоу был членом Объединенного комитета по правам человека с июля 2005 года до своей смерти, в этом качестве он резко критиковал министра внутренних дел Джеки Смит за предложенное правительством продление срока содержания под стражей подозреваемых в терроризме до 42 дней. Дважды он появлялся в программе «Есть ли у меня новости для вас» . На сегодняшний день он единственный потомственный пэр, который когда-либо появлялся в этой программе.

## Смерть
Лорд Онслоу скончался 14 мая 2011 года в возрасте 73 лет от рака, из-за которого он был прикован к инвалидной коляске.

## Семья
17 июля 1964 года виконт Крэнли женился на американке Робин Линдсей Буллард, дочери майора Роберта Ли Булларда III из Атланты, штат Джорджия, и Энн Линдси Буллард (урожденная Эймер). У супругов было трое детей:
- Руперт Чарльз Уильям Буллард Онслоу, 8-й граф Онслоу (род. 16 июня 1967), преемник отца.
- Леди Арабелла Энн Тереза Онслоу (9 апреля 1970 — 24 июня 2016), врач общей практики.
- Леди Шарлотта Эмма Дороти Онслоу (род. 15 октября 1977)[2].